# Dead and Gone
"Dead and Gone" é um single escrito por T.I. para o sexto álbum do mesmo, Paper Trail, conta com a participação de Justin Timberlake, é o quarto single do álbum e a décima segunda faixa.

## Videoclipe
O vídeo foi lançado oficialmente a 18 de Fevereiro de 2009 e mostra T.I. viajando num carro, no caso um Chevrolet Camaro, e cantando, junto de Justin Timberlake tocando em um piano. Foi dirigido por Chris Robinson.

## Formatos e lista de faixas
CD Promocional
1. "Dead and Gone" (Versão do Álbum) - 4:59
2. "Dead and Gone" (Edição de Rádio Alternativa) - 4:33
3. "Dead and Gone" (Instrumental) - 5:00

Bónus no Reino Unido
1. "Dead and Gone" (Versão Explicíta) - 4:59

## Desempenho nas paradas
"Dead and Gone"  é o terceiro single do álbum do cantor T.I. que entra na Billboard, porém, já entrou em várias paradas musicais.

### Posições
| Top (2008/2009)                    | Melhor posição |
| ---------------------------------- | -------------- |
| Estados Unidos - Billboard Hot 100 | 2              |
| Nova Zelândia                      | 2              |
| Canadá                             | 3              |
| Irlanda                            | 3              |
| Reino Unido                        | 4              |
| Austrália                          | 4              |